# Straight Ahead (Oliver Nelson)
Straight Ahead è un album di Oliver Nelson con Eric Dolphy, pubblicato dalla New Jazz Records nel 1961. Il disco fu registrato il 1º marzo del 1961 al Van Gelder Studio di Englewood Cliffs, New Jersey (Stati Uniti).

## Tracce
Lato A
1. Images – 5:43 (Oliver Nelson)
2. Six and Four – 7:14 (Oliver Nelson)
3. Mama Lou – 5:01 (Oliver Nelson)

Lato B
1. Ralph's New Blues – 9:52 (Milt Jackson)
2. Straight Ahead – 5:32 (Oliver Nelson)
3. 111-44 – 3:26 (Oliver Nelson)

## Musicisti
Brano A1
- Oliver Nelson - sassofono alto
- Eric Dolphy - clarinetto basso
- Richard Wyands - pianoforte
- George Duvivier - contrabbasso
- Roy Haynes - batteria

Brano A2
- Oliver Nelson - sassofono alto
- Eric Dolphy - sassofono alto
- Richard Wyands - pianoforte
- George Duvivier - contrabbasso
- Roy Haynes - batteria

Brano A3
- Oliver Nelson - sassofono alto
- Eric Dolphy - sassofono alto, flauto
- Richard Wyands - pianoforte
- George Duvivier - contrabbasso
- Roy Haynes - batteria

Brano B1
- Oliver Nelson - clarinetto, sassofono tenore
- Eric Dolphy - clarinetto basso
- Richard Wyands - pianoforte
- George Duvivier - contrabbasso
- Roy Haynes - batteria

Brano B2
- Oliver Nelson - sassofono alto
- Eric Dolphy - sassofono alto
- Richard Wyands - pianoforte
- George Duvivier - contrabbasso
- Roy Haynes - batteria

Brano B3
- Oliver Nelson - sassofono alto
- Eric Dolphy - clarinetto basso
- Richard Wyands - pianoforte
- George Duvivier - contrabbasso
- Roy Haynes - batteria